# Església de Sant Joan de Malta

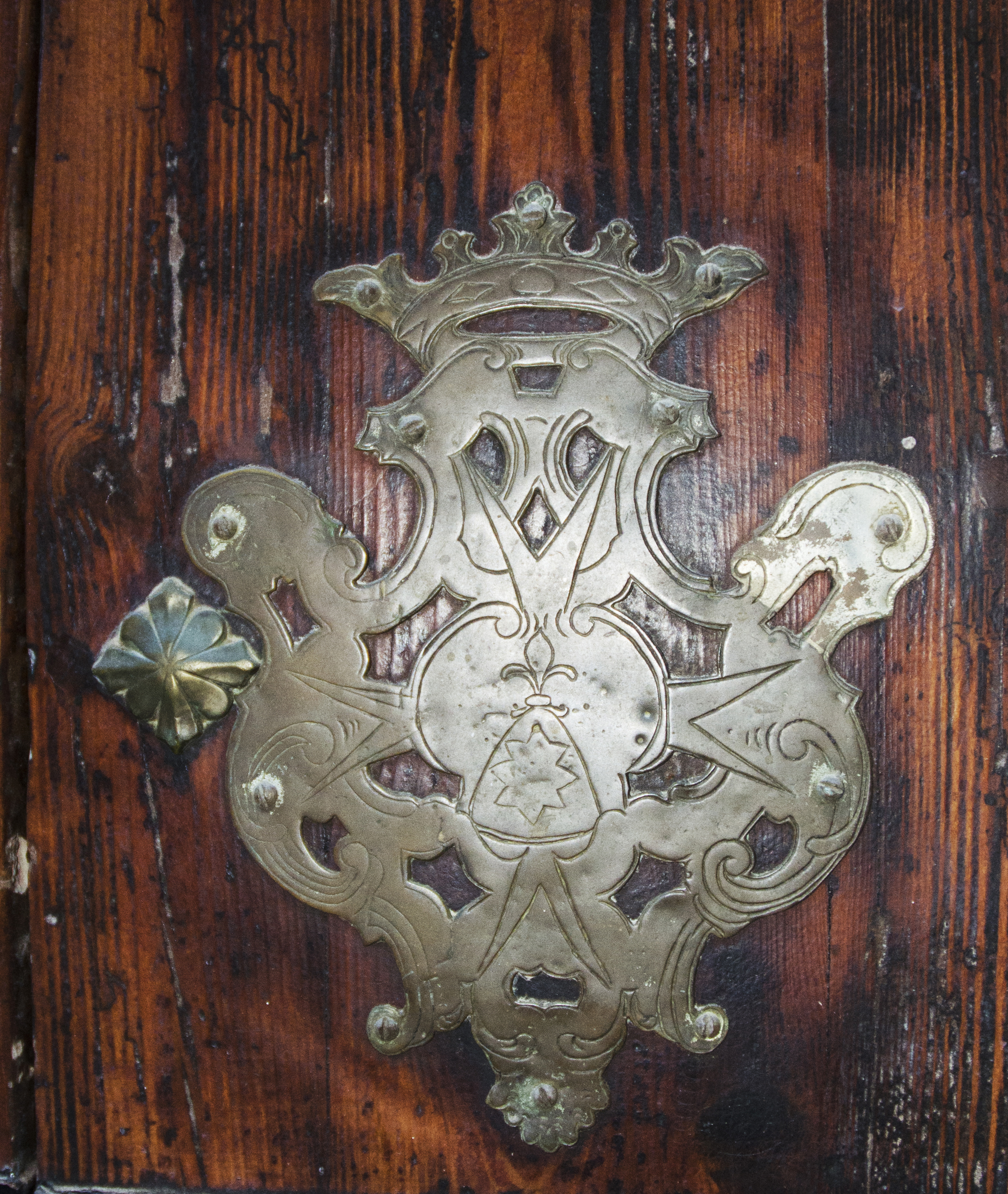
Església de Sant Joan de Malta. Escut metàl·lic decoratiu de la porta principal amb l'heràldica de Despuig

L'Església de Sant Joan de Malta, o Sant Joan del Mar, actual és una construcció barroca del segle xviii que substituí un antic edifici del segle xiii. A partir del segle xiv, un cop passats els béns del Temple a l'orde de l'Hospital, l'església de Sant Joan fou agregada al priorat de Pollença per esdevenir ambdues la comanda hospitalera de Mallorca. Actualment pertany a l'ordre dels pares Teatins.

## Descripció
Aquest temple, té la façana principal al començament del carrer de Sant Joan, vora la plaça de la Llotja. L'edifici segueix el model barroc de la Contrareforma, és a dir, nau única amb capelles laterals entre contraforts i coberta de volta de canó amb llunetes. La capçalera que és semicircular té la mateixa amplada que la nau. L'estructura de suport, inspirada en l'ordre compost, la formen tres arcs torals que arrenquen d'una imposta motllurada que recorre tot el perímetre de la nau que descansa en pilastres adossades als contraforts. La nau resta dividida en quatre trams amb les corresponents capelles intercomunicades. Tots els elements estructurals són de pedra i els paraments de maçoneria.
El frontispici, que també és de pedra presenta una composició basada en pilastres i impostes determinades per les amplades de la nau. El cos central està coronat per un frontó triangular sota del qual hi ha una rosassa i, més avall, la porta emmarcada per un arc de mig punt; la portalada, que és allindanada, està flanquejada per les pilastres i els capitells d'ordre compost que serven l'entaulament i per un frontó entretallat que forma volutes. Al mig hi ha un relleu amb la creu de Malta. L'any 1957 en unes obres de restauració es col·locà damunt de la creu la imatge gòtica de Sant Joan que fins aleshores havia presidit l'altar major. Més endavant en veure que a l'exterior s'erosionava la pedra, fou ingressada al Museu Diocesà i es col·locà al seu lloc una rèplica de pedra artificial.

## Història: l'església antiga
Poc després de la conquesta de Mallorca, els hospitalers van construir la seu de la seva comanda balear en un terreny de les drassanes del port que els havia donat el rei. La casa anomenada l'Hospital, que fou coneguda amb el nom de Sant Joan de la Mar, comprenia una residència i una capella dedicada a sant Joan Baptista, patró de l'Orde. Presumiblement es tractava doncs d'un conjunt tardo-romànic que comprenia capella i residència. No es coneix documentació d'aquesta construcció primitiva, tanmateix es pot conèixer com era l'església a partir de la visita prioral de 1717. Aleshores, Sant Joan del Mar depenia de l'I·lm. Sr. fra Jaume de Cànaves, bisbe de Sant Joan de Malta i Prior de Pollença. L'església tenia una sola nau amb quatre capelles laterals; dues situades a un i altre costat del presbiteri, una que era dels boters dedicada al Sant Crist i l'altra a la Mare de Déu dels Navegants. Aquesta, segons el visitador resultava petita per les funcions que feia, ja que servia de sagristia i per guardar els reliquiaris de Sant Joan Baptista i de Sant Pantaleó. A l'Altar Major hi havia el sagrari, un globus sobredaurat "molt preciós" per donar la comunió als fidels i un Lignum Crucis. Al mig, presidint l'altar, destacava la imatge de Sant Joan Baptista «de bulto molt antiga y altres sants de pintura a lo antiguo».

## La imatge de Sant Joan

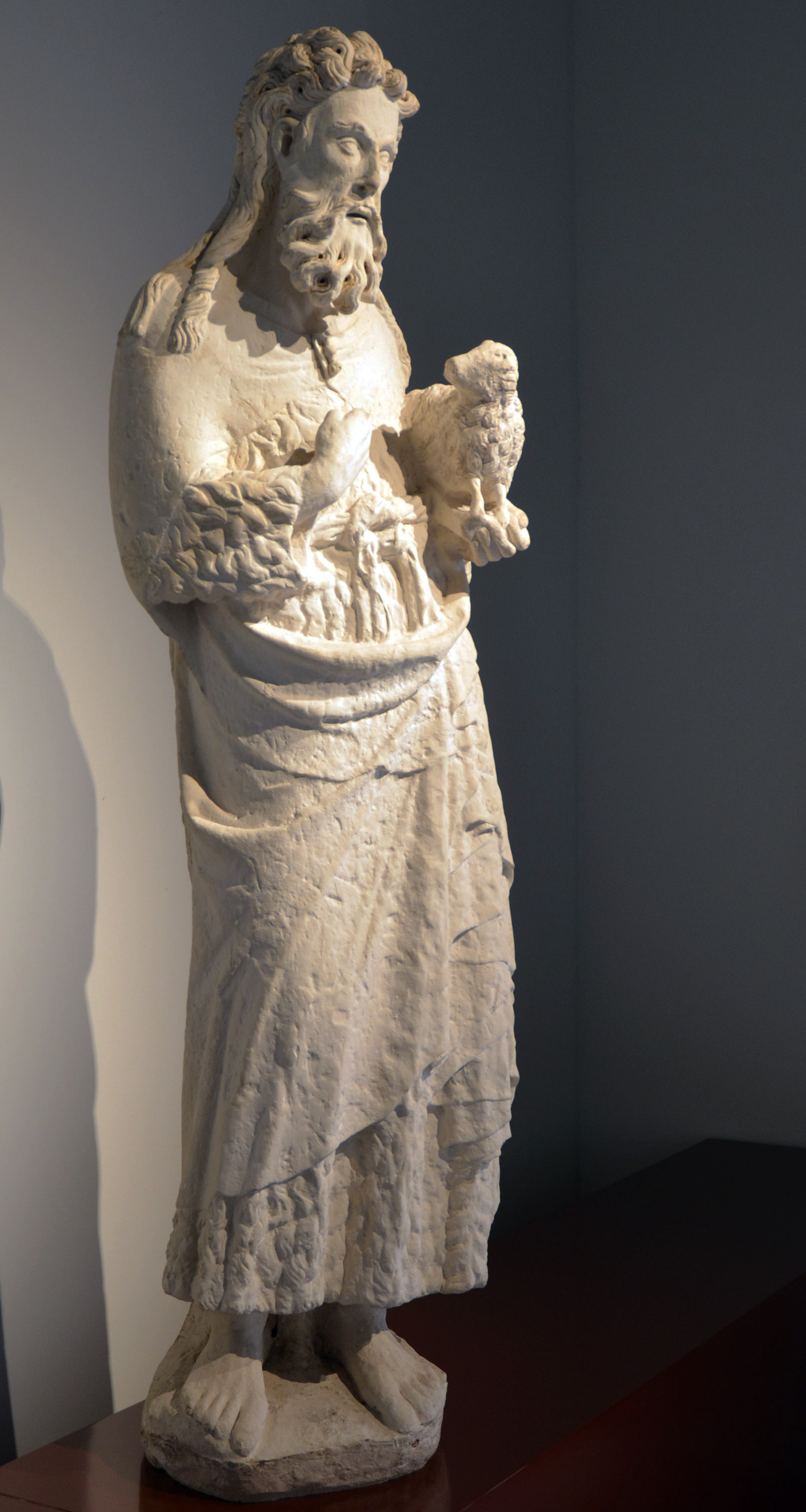
Imatge de Sant Joan de l'església de Sant Joan de Malta, ara al Museu Diocesà de Mallorca.

La imatge gòtica que presidia l'altar major és una talla de pedra, de mida un xic més gran que la natural, que representa el sant segons la iconografia tradicional del Precursor: vestit de pell de camell, cabells i barba espessos i eriçats, amb l'anyell al braç esquerre i fent amb la mà dreta el gest profètic d'anunciar el Messies.
L'escultura, d'autor anònim, té la qualitat del millor gòtic català del segle xiv. No hi ha dubte que en el segle xv inspirà Guillem Sagrera (o el seu taller) per a la realització del mateix sant que hi ha a la cantonada de la Llotja dels Mercaders, a pocs metres de l'església hospitalera.